# Баллиоган
Баллиоган (англ. Ballyogan; ирл. Baile Uí Ógáin) — пригород в Ирландии, находится в графстве Дун-Лэаре-Ратдаун (провинция Ленстер).